# Swissmem
Swissmem è l'associazione dell’industria metalmeccanica ed elettrica svizzera (industria MEM) e dei settori affini orientati alla tecnologia. Rappresenta gli interessi dell’industria MEM nell’economia, nella politica e verso il pubblico e promuove la competitività delle sue circa 1’250 aziende associate con servizi adeguati alle loro esigenze. Questi includono la formazione e il perfezionamento dei dipendenti del settore, la consulenza, le reti e una cassa di compensazione.
Dal 2021, Martin Hirzel è presidente di Swissmem e Stefan Brupbacher ne è il direttore dal 2019.
Swissmem ha la sua sede principale a Zurigo.

## Storia
La storia di Swissmem inizia nel 1883 con la fondazione dell'Associazione dei costruttori svizzeri di macchine (VSM). L'obiettivo dell'associazione era di "salvaguardare e promuovere gli interessi generali dell'industria metalmeccanica svizzera". In seguito, nel 1905 dalle file della VSM, venne fondata dai datori di lavoro dell'industria meccanica l'Associazione dei datori di lavoro dell'industria meccanica svizzera (ASM). Questa aveva lo scopo di salvaguardare i loro interessi nel campo della politica sociale. Dal 1999, le due associazioni operano sotto il nome comune di Swissmem.
Nel settembre 2006, i membri di ASM e VSM si sono accordati per un'ulteriore integrazione. All'inizio del 2007, la VSM è stata ribattezzata Swissmem e ha ripreso tutte le attività dell'ASM, fatta eccezione di quelle relative al contratto collettivo di lavoro (CCL) per il settore. L'ASM continua ad esistere legalmente quale organizzazione indipendente ed è partner contrattuale per il contratto collettivo di lavoro dell’industria MEM svizzera. Il CCL dell’industria MEM ha tradizionalmente segnato la via a molti CCL in Svizzera e, dopo l’”Accordo di pace" concordato nel 1937, è evoluto fino al suo attuale elevato livello.

## Membri
Oltre 1.250 aziende sono associate a Swissmem, tra le quali ABB, Bucher, Bühler, Geberit, Georg Fischer, Pilatus, Rieter, Schindler, Siemens, Stadler e molti altre. L'85% di tutti i membri Swissmem è rappresentato da piccole e medie imprese (PMI).
Con circa 320.000 dipendenti, tra i quali oltre 15.000 apprendisti, l’industria MEM rappresenta uno dei maggiori datori di lavoro in Svizzera. L’industria MEM genera un fatturato annuo totale di 79,9 miliardi di franchi svizzeri (2020). Questo corrisponde circa al 7% (2020) del prodotto interno lordo. Nell'economia svizzera, l’industria MEM occupa quindi una posizione chiave. Con un valore delle esportazioni pari a 60,7 miliardi di franchi svizzeri (2020), il settore rappresenta quasi un terzo del totale delle esportazioni di beni. L'industria MEM è un attore chiave dell'economia svizzera.

## Servizi

### Tutela degli interessi
Swissmem è la voce dell’industria MEM svizzera nell’economia, nella politica e in ambito pubblico e si batte per gli interessi del settore. L'associazione sostiene buone condizioni quadro di politica economica e un mercato del lavoro liberale, ed è impegnata per un partenariato sociale costruttivo.

### Formazione
Dalla formazione di base ai seminari d'impulso e alla formazione manageriale, Swissmem offre una formazione orientata alla pratica per una vasta gamma di livelli. Swissmem Formazione professionale è il centro di competenza per la formazione professionale di base nelle professioni di costruttore d’impianti e apparecchi, operatore in automazione, montatore in automazione, progettista meccanico, elettronico, polimeccanico, meccanico di produzione e meccapratico. Il centro di competenza sostiene le aziende con una vasta gamma di offerte nella formazione di apprendisti e professionisti qualificati. Con la Swissmem Academy, l'associazione gestisce un proprio centro di formazione. L'offerta comprende corsi, seminari e formazione interna alle aziende. Di principio è aperto a tutti. I dipendenti delle aziende associate a Swissmem beneficiano di condizioni speciali.

### Consulenza
Alle aziende associate a Swissmem è anche dato l’accesso alla consulenza in materia di diritto del lavoro, diritto commerciale e contrattuale, diritto ambientale, efficienza energetica, nonché al trasferimento di conoscenze e tecnologie.

### Reti
I membri di Swissmem fanno parte di una vasta rete industriale. I singoli sottosettori all'interno dell’industria MEM sono riuniti in totale 28 settori industriali. All'interno di Swissmem, ogni settore industriale si organizza e funziona in gran parte autonomamente. Uno dei punti focali dei settori industriali è lo scambio di esperienze e il networking. Inoltre, raccolgono indicatori e dati rilevanti per il mercato. Anche le attività di marketing sono importanti e molti settori industriali sono anche membri di organizzazioni ombrello europee o globali.
I settori industriali:
- Assembly and Factory Automation
- Automotive
- Compressori, trattamento dell'aria compressa e tecnologia del sottovuoto
- Costruzione di macchine e apparecchiature per l'ingegneria di processo
- Costruzione di stampi e utensili
- Fotonica
- Intralogistica, imballaggio e tecnologia di trasporto
- Macchine a combustione
- Macchine grafiche
- Macchine per materie plastiche
- Macchine tessili
- Macchine utensili e tecnica di produzione
- New Energy Systems
- Strumenti di precisione
- Swiss Additive Manufacturing Group
- Swiss Airport Suppliers
- SWISS ASD
- Tecnica aerospaziale
- Tecnica dei fluidi
- Tecnica del settore pompe
- Tecnica di misurazione dimensionale
- Tecnica di propulsion
- Tecnica di saldatura e di taglio
- Tecnologia ambientale
- Trasmissione e distribuzione
- FIMS

Ogni anno, Swissmem organizza lo Swissmem Industry Day. Più di 1.000 decisori dell'industria, degli affari e della politica si scambiano opinioni su temi attuali e utilizzano l'evento per un intenso networking.

### Partenariato sociale
Nel 1937, l'ASM ha concordato il primo contratto collettivo di lavoro con i sindacati dell’industria MEM svizzera. Da allora, questo è l'elemento centrale del partenariato sociale e viene rinegoziato ogni cinque anni. L'attuale CCL è in vigore dal 2018. Le parti contraenti che rappresentano i lavoratori sono le organizzazioni Impiegati Svizzeri, Società impiegati commercio, ASQ, SYNA e Unia.